# Czerwona Róża (miniserial)
Czerwona Róża (ang. Rose Red) – amerykański miniserial-horror wyreżyserowany przez Craiga Baxleya w 2002 roku.

## Opis fabuły
Dr Joyce Reardon, profesor psychologii, dowodzi grupą psychologów w starej rezydencji zwanej "Czerwoną Różą". Próbują wywołać ducha poprzedniego właściciela – Ellen Rimbauer oraz dowiedzieć się, jakie mroczne sekrety skrywał.

## Odcinki
- Odcinek 1 – 27 stycznia 2002
- Odcinek 2 – 28 stycznia 2002
- Odcinek 3 – 29 stycznia 2002

## Nominacje
| Rok  | Ceremonia                     | Kategoria                                                   | Nominowany                                | Rezultat  |
| ---- | ----------------------------- | ----------------------------------------------------------- | ----------------------------------------- | --------- |
| 2002 | Nagroda Emmy                  | Najlepsza scenografia w miniserialu lub filmie telewizyjnym | Craig Stearns, Maggie Martin, Randy Moore | Nominacja |
| 2003 | Międzynarodowa Gildia Horroru | Najlepszy program telewizyjny                               | Czerwona róża                             | Nominacja |
| 2003 | Saturn                        | Najlepszy program telewizyjny                               | Czerwona róża                             | Nominacja |